# Höwisch
Höwisch è una frazione della città tedesca di Arendsee (Altmark), nella Sassonia-Anhalt.

## Storia
Höwisch fu nominata per la prima volta nel 1312.

Costituì un comune autonomo fino al 1º gennaio 2010.